# Camden County, New Jersey
Camden County är ett administrativt område i delstaten New Jersey, USA. Camden är ett av 21 countyn i delstaten och ligger i den västra delen av New Jersey, intill Philadelphia. År 2010 hade Camden County 513 657 invånare. Den administrativa huvudorten (county seat) är Camden.

## Geografi
Enligt United States Census Bureau har countyt en total area på 589 km². 576 km² av den arean är land och 14 km² är vatten.

### Angränsande countyn
- Burlington County - nordöst
- Atlantic County - sydöst
- Gloucester County - sydväst
- Philadelphia, Pennsylvania - nordväst